# Microcionidae
Microcionidae is een familie van sponsdieren uit de klasse van de Demospongiae (gewone sponzen).

## Onderfamilies
- Microcioninae Carter, 1875
- Ophlitaspongiinae de Laubenfels, 1936